# Sveriges örlogsflagga

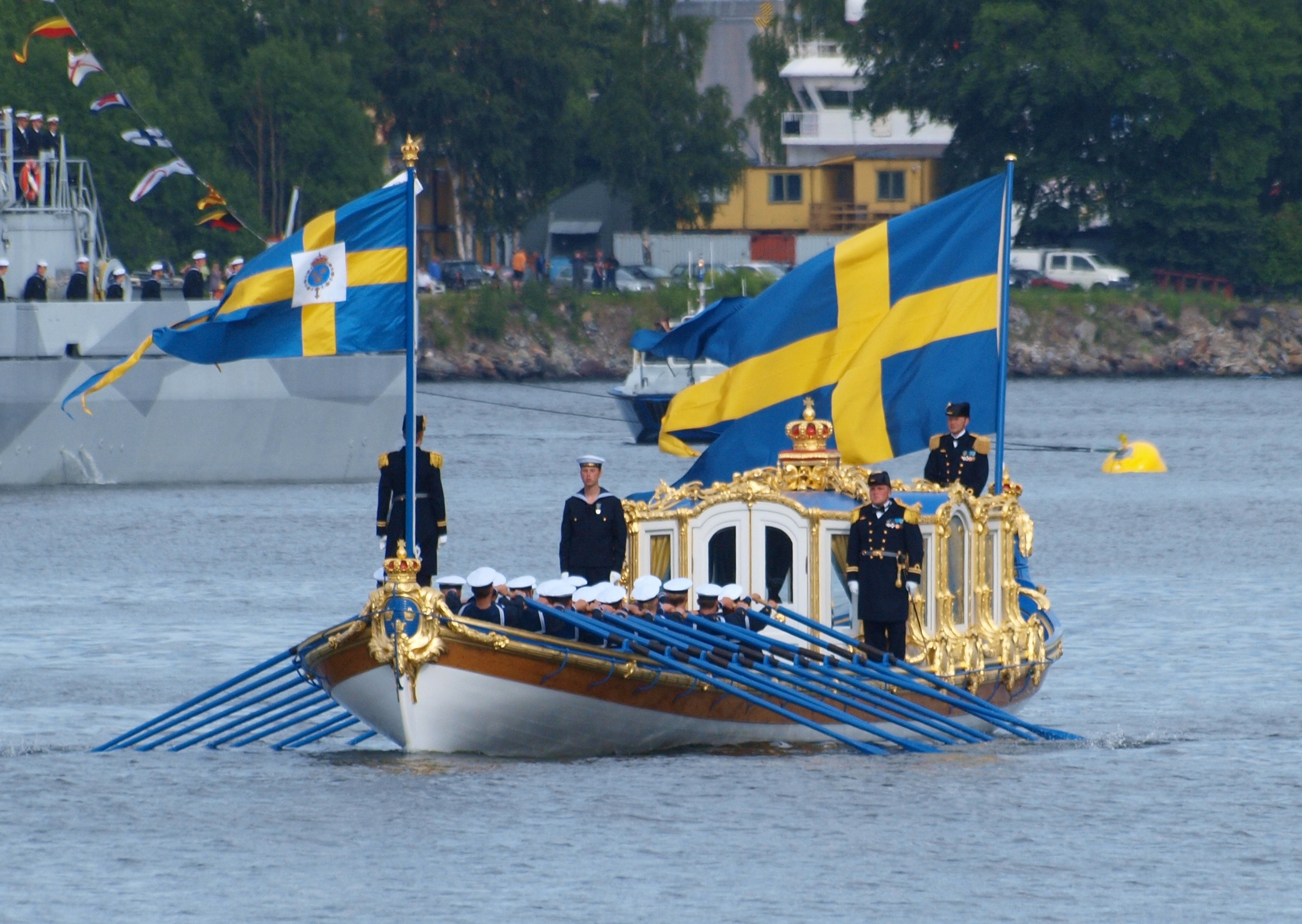
Kungaslupen Vasaorden med tronföljarflaggan i fören och örlogsflaggan i aktern.

Tidigaste kända avbildningen i färg av örlogsflaggan, svenska krigsfartyg bevakar inloppet vid Pillau (Baltijsk), 1627-1629

Sveriges örlogsflagga är en tretungad svensk flagga som Försvarsmakten använder. Det var från början den flagga som fördes på örlogsfartyg. Det blåa och gula i flaggan kan ledas tillbaka till folkungatiden. Under slutet av 1500-talet användes både randiga och korsprydda blågula flaggor. Korsbeteckningen som efterhand blev den vanligaste kan vara inspirerad av Danmarks Dannebrogen. Under denna tid användes både tvärskurna och tvåtungade flaggor men under Gustav II Adolfs tid infördes den tretungade.
De första bestämmelserna om flaggan utfärdades år 1663. Av dessa framgick att örlogsfartyg och fästningar liksom svenska staten skulle föra tretungad flagga - örlogsflagga. Andra fartyg fick inte använda denna varför den tvärskurna efterhand återkom på handelsfartyg. Som originellt exempel kan nämnas att Svenska Ostindiska Companiet erhöll privilegiet att på sina fartyg få föra örlogsflaggan medan Skärgårdsflottan (eller Arméns flotta) fick utnyttja en helblå örlogsflagga. Bruket av flaggan hade rent praktiska syften som nationalitetsbeteckning på haven och som sinnebild för den svenska statsmakten.
I händelse av krig (egentligen "förhöjd beredskap") skall örlogsflaggan vara hissad hela dygnet. Den flagga som används av statschefen är örlogsflaggan belagd med Stora riksvapnet.

## Flaggor
Nedan syns de olika flaggor som sedan 1620-talet använts, notera att den svenska flaggan var betydligt mer mörkblå före 1906.

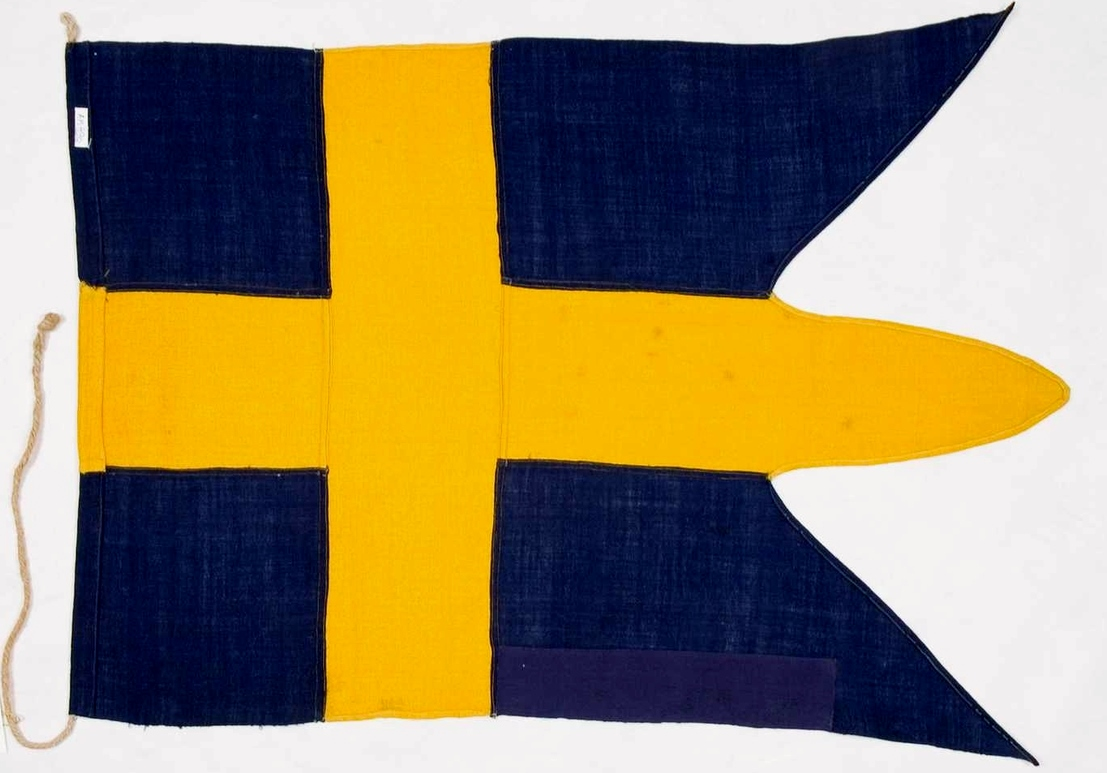
Örlogsflaggan ca 1620–1814
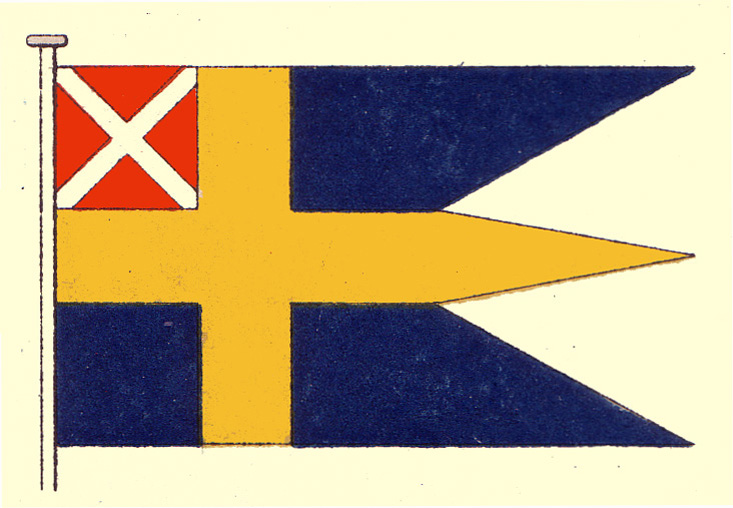
Örlogsflaggan 1815–1844 (Sverige-Norge)
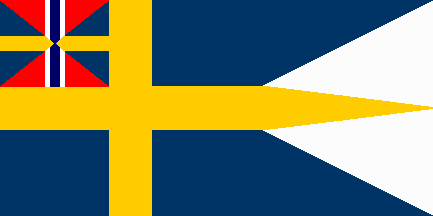
Örlogsflaggan 1844–1905 (med sillsalladen)
Örlogsflagga (1906–)
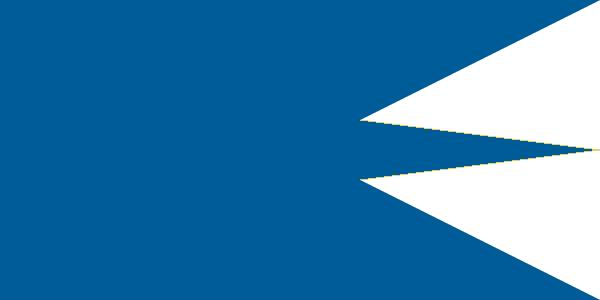
Skärgårdsflottans örlogsflagga 1761–1813.